# SARS-CoV
SARS-CoV(영어: Severe acute respiratory syndrome coronavirus, 중증급성호흡기증후군 코로나바이러스), 혹은 SARS-CoV-1은 중증급성호흡기증후군(SARS)을 일으키는 바이러스주(strain)이다. 외피가 있고 양성 단일가닥 RNA 바이러스이며, 사람, 박쥐, 아시아사향고양이의 허파 상피세포를 감염시킨다. 안지오텐신 2 수용체에 결합함으로써 숙주세포에 침입한다.
사스 유행이 아시아에서 세계로 확산된 이후, 2003년 4월 16일 세계보건기구(WHO)는 수많은 연구소에서 분리된 이 코로나바이러스가 SARS의 원인이라는 내용이 실린 유인물을 발간했다. 같은 4월에 미국 질병통제예방센터(CDC)와 캐나다의 국립미생물연구소(NML)은 해당 바이러스의 유전체 염기서열 분석을 완료했다. 에라스무스 대학교의 과학자들은 마카크가 이 바이러스에 감염되었을 때 인간과 동일한 증상을 나타냄을 관찰함으로써 SARS-CoV가 코흐의 가설을 충족시킴을 보였고, 이로 인해 이 바이러스가 SARS의 원인임이 입증되었다.
코로나19 범유행은 SARS 유행과 상당히 유사한 모습을 보여주며, 분리된 바이러스 역시 SARS 연관 코로나바이러스로 분류되어 SARS-CoV-2라 명명되었다.

## SARS

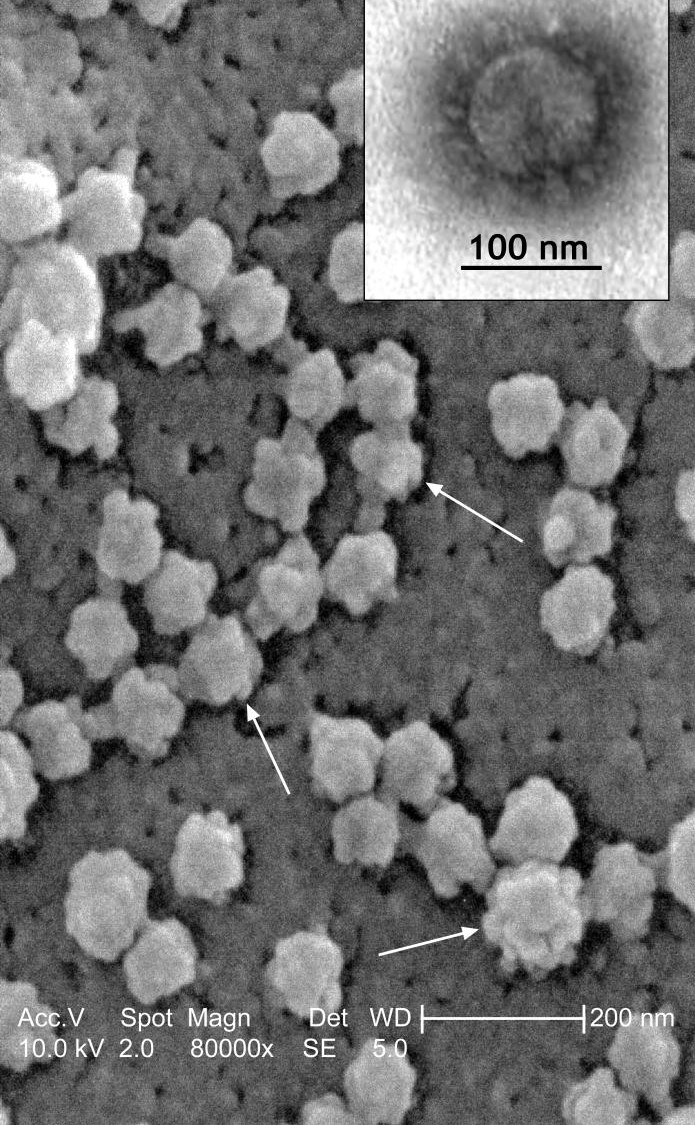
Scanning Electron Micrograph of SARS virions

SARS-CoV는 중증급성호흡기증후군(영어: Severe acute respiratory syndrome; SARS)을 일으키는데, 초기 증상으로는 근육통, 두통, 열이 나타나고, 2일에서 14일이 지난 후에는 기침, 호흡곤란, 폐렴이 심하게 나타나 생명에 큰 지장을 준다. 혈액에서 림프구 수치가 감소하는 현상 역시 보고되었다.
2003년의 SARS 유행에서 이 바이러스의 사망률은 9%였으며, 60세 이상 노인의 경우는 50%에 달했다.

## 역사
2003년 4월 12일, 밴쿠버의 마이클 스미스 유전체과학센터(Michael Smith Genome Sciences Centre)의 마르코 마라(Marco Marra)가 지도하는 연구팀이 브리티시컬럼비아주 질병통제센터와 매니토바주 위니펙의 국립미생물연구소의 도움을 받아 이 바이러스의 염기서열분석을 완료했다. 토론토의 환자로부터 채취한 표본을 대상으로 분석이 진행되었는데, 토론토에 있는 시나이산 병원의 도날드 로(Donald Low)는 이를 두고 "전례가 없는 속도"로 이루어진 대단한 업적이라고 평가했다. 이렇게 밝혀진 SARS 코로나바이러스의 염기서열은 다른 연구팀에 의해서도 검증되었다.
2003년 5월, 광둥성의 시장에서 거래되는 흰코사향고양이로부터 해당 바이러스가 검출되었으나, 감염된 동물들은 별다른 증상을 나타내지는 않았다. 이로부터 당국은 사향고양이가 이 바이러스를 매개할 수 있다는 잠정 결론을 내려, 광둥성에서만 10만마리 이상의 개체가 살처분당했다. 이후 너구리, 족제비오소리속, 고양이에서도 바이러스가 검출되었다. 2005년에는 SARS와 유사한 코로나바이러스가 중국의 박쥐들에게서 다수 발견되었다. 계통학적 연구 결과 이 바이러스의 조상이 SARS 코로나바이러스일 가능성이 매우 높으며, 인간에게 직간접적으로 전염될 가능성 역시 상당한 것으로 밝혀졌다. 비록 감염된 박쥐들이 병리학적 증상을 나타내지는 않았으나, 코로나바이러스의 자연 숙주로 여겨진다. 2006년 말엽에는 홍콩 대학의 질병통제 및 예방센터와 광저우시의 질병통제 및 예방센터는 사향고양이로부터 검출된 바이러스와 인간으로부터 검출된 바이러스 사이의 유전고리를 분석 및 발표하여, SARS 바이러스가 이종이식됨을 확인하였다.

## 바이러스학
SARS 코로나바이러스는 코로나바이러스아과의 전형적 복제방식을 따른다. 2003년에 사람의 안지오텐신변환효소2(angiotensin-converting enzyme, ACE2)에 일차적으로 결합된다는 사실이 밝혀졌다.

## 같이 보기
- 중증급성호흡기증후군
- 사스 유행
- 코로나19 범유행
- SARS-CoV-2

## 참고 문헌
- Peiris, J. S.; Lai, S. T.; Poon, L. L.;  외. (April 2003). “Coronavirus as a possible cause of severe acute respiratory syndrome”. 《The Lancet》 361 (9366): 1319–1325. doi:10.1016/s0140-6736(03)13077-2. PMID 12711465.
- Rota, P. A.; Oberste, M. S.; Monroe, S. S.;  외. (2003년 5월 30일). “Characterization of a Novel Coronavirus Associated with Severe Acute Respiratory Syndrome” (PDF). 《Science》 300 (5624): 1394–1399. Bibcode:2003Sci...300.1394R. doi:10.1126/science.1085952. PMID 12730500.
- Marra, Marco A.;  외. (2003년 5월 30일). “The Genome Sequence of the SARS-Associated coronavirus”. 《Science》 300 (5624): 1399–1404. Bibcode:2003Sci...300.1399M. doi:10.1126/science.1085953. PMID 12730501.
- Snijder, E. J.;  외. (2003년 8월 29일). “Unique and conserved features of genome and proteome of SARS-coronavirus, an early split-off from the coronavirus group 2 lineage”. 《Journal of Molecular Biology》 331 (5): 991–1004. CiteSeerX 10.1.1.319.7007. doi:10.1016/S0022-2836(03)00865-9. PMID 12927536.
- Yount, B.;  외. (2006년 8월 15일). “Rewiring the severe acute respiratory syndrome coronavirus (SARS-CoV) transcription circuit: engineering a recombination-resistant genome”. 《Proceedings of the National Academy of Sciences of the United States of America》 103 (33): 12546–12551. Bibcode:2006PNAS..10312546Y. doi:10.1073/pnas.0605438103. PMC 1531645. PMID 16891412.
- Thiel, V., 편집. (2007). 《Coronaviruses: Molecular and Cellular Biology》 1판. Caister Academic Press. ISBN 978-1-904455-16-5.
- Enjuanes, L.;  외. (2008). 〈Coronavirus Replication and Interaction with Host〉. 《Animal Viruses: Molecular Biology》. Caister Academic Press. ISBN 978-1-904455-22-6.